# Rozacorderos
Rozacorderos es un lugar del municipio de Moraleja, en la provincia de Cáceres, Comunidad Autónoma de Extremadura (España). Según el INE, no existe como unidad poblacional desde el año 2001, en que tenía 0 habitantes.
Se encuentra situado en la vega del río Rivera de Gata. Antiguamente, este lugar constituía una pedanía del municipio de Moraleja, en la que sus habitantes se dedicaban a faenas agrícolas debido a que era una zona de regadío, pero poco a poco ha ido despoblándose, estando formado hoy en día únicamente por casas de recreo de diferentes familias residentes en Moraleja o pueblos de alrededor.
Cabe destacar que en el lugar se encuentra la Comunidad Terapéutica Rozacoderos, que pertenece al Servicio Extremeño de Salud (SES) y está gestionada por la Asociación Mensajeros de la Paz Extremadura, donde se intenta favorecer la autonomía e independencia del joven drogodependiente en su realidad laboral, familiar y emocional, permitiéndole reinsertarse en la sociedad.